# Loveless in Los Angeles
Loveless in Los Angeles è un film del 2007 diretto da Archie Gips.

## Trama
È la storia di Dave Randall (Dash Mihok), un produttore di reality show, che ritrova l'amore per una sua vecchia fiamma del college, Kelly (Brittany Daniel). Così fa di tutto per riuscire a conquistare la sua innamorata, diventando un bell'uomo, pronto a far cadere tra le sue braccia Kelly.
- Uscita negli USA : 29 maggio 2007